# Thomas Pedersen (håndboldspiller)
 For alternative betydninger, se Thomas Pedersen. (Se også artikler, som begynder med Thomas Pedersen)
Thomas Pedersen (født 6. juni 1980) er en dansk håndboldspiller, der spiller for DHG(HC Odense) i 3. division. Han har tidligere spillet for ligarivalerne GOG Svendborg, Nordsjælland Håndbold og Skjern Håndbold.
Han spillede i sine ungdomsår en række kampe på de danske ungdomslandshold.

## Eksterne links
- Spillerinfo Arkiveret 3. juli 2008 hos  Wayback Machine